# Pulonas Baru
Pulonas Baru is een bestuurslaag in het regentschap Aceh Tenggara van de provincie Atjeh, Indonesië. Pulonas Baru telt 1198 inwoners (volkstelling 2010).